# Diocesi di Padang

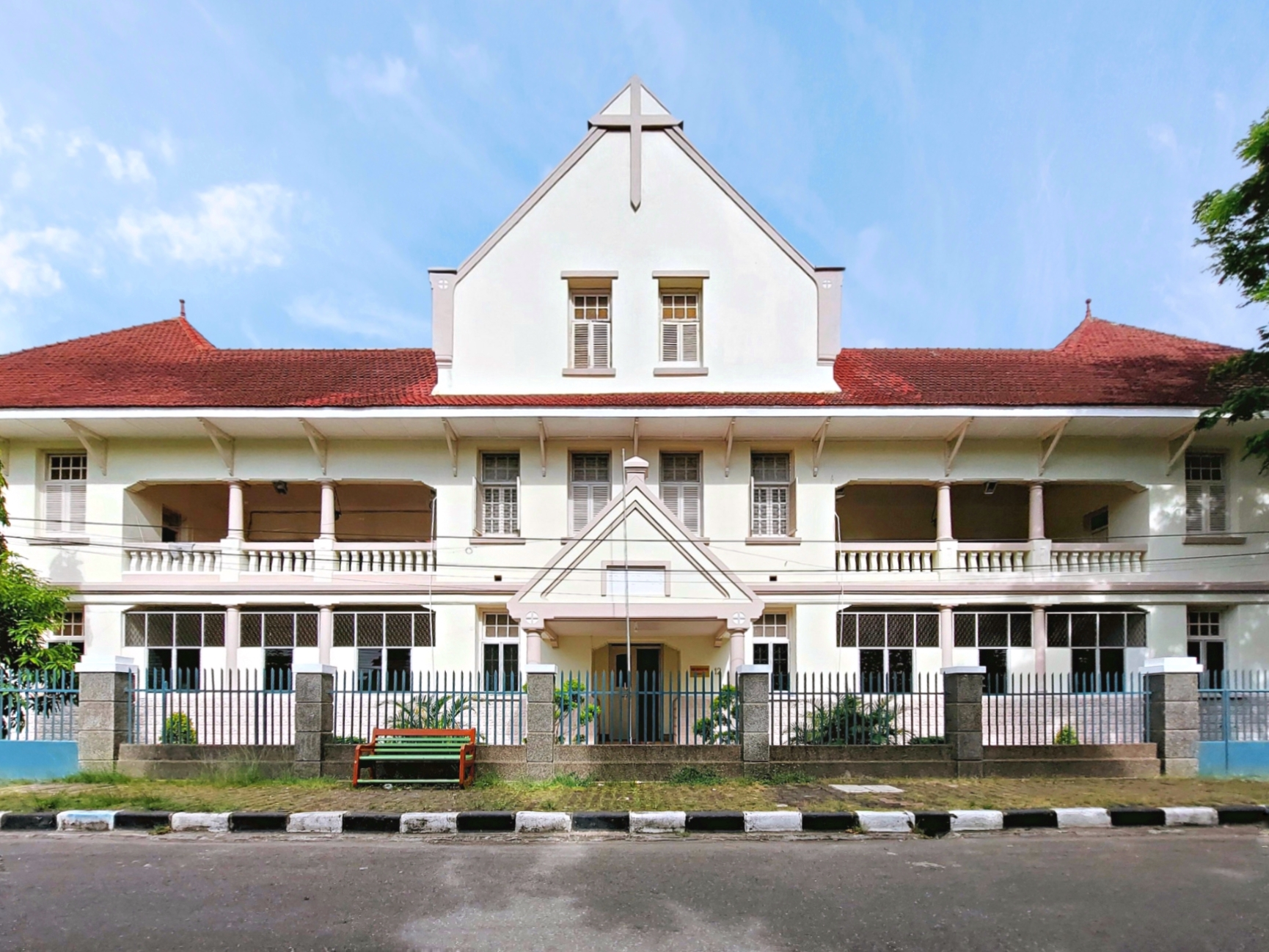
Il vescovado

La diocesi di Padang (in latino Dioecesis Padangensis) è una sede della Chiesa cattolica in Indonesia suffraganea dell'arcidiocesi di Medan. Nel 2021 contava 124.566 battezzati su 9.958.200 abitanti. È retta dal vescovo Vitus Rubianto Solichin, S.X.

## Territorio
La diocesi comprende le province indonesiane di Sumatra Occidentale e Riau, e la reggenza di Kerinci nella provincia di Jambi, nella parte centrale dell'isola di Sumatra.
Sede vescovile è la città di Padang, dove si trova la cattedrale di Santa Teresa di Gesù Bambino.
Il territorio si estende su 132.676 km² ed è suddiviso in 29 parrocchie.

## Storia
Dal 1911 al 1941 Padang fu la sede della prefettura apostolica di Sumatra, che assunse il nome di prefettura apostolica di Padang nel 1923. Nel 1941 la sede dei prefetti fu trasferita a Medan.
La prefettura apostolica di Padang fu eretta il 19 giugno 1952 con la bolla E Missionibus di papa Pio XII, ricavandone il territorio dal vicariato apostolico di Medan (oggi arcidiocesi).
Il 3 gennaio 1961 la prefettura apostolica è stata elevata a diocesi con la bolla Quod Christus di papa Giovanni XXIII.

## Cronotassi dei vescovi
Si omettono i periodi di sede vacante non superiori ai 2 anni o non storicamente accertati.
- Pasquale de Martino, S.X. † (27 giugno 1952 - 1961 deceduto)
- Raimondo Bergamin, S.X. † (16 ottobre 1961 - 17 marzo 1983 dimesso)
- Martinus Dogma Situmorang, O.F.M.Cap. † (17 marzo 1983 - 19 novembre 2019 deceduto)
- Vitus Rubianto Solichin, S.X., dal 3 luglio 2021

## Statistiche
La diocesi nel 2021 su una popolazione di 9.958.200 persone contava 124.566 battezzati, corrispondenti all'1,3% del totale.
| anno | popolazione | popolazione | popolazione | presbiteri | presbiteri | presbiteri | presbiteri                | diaconi | religiosi | religiosi | parrocchie |
| anno | battezzati  | totale      | %           | numero     | secolari   | regolari   | battezzati per presbitero | diaconi | uomini    | donne     | parrocchie |
| ---- | ----------- | ----------- | ----------- | ---------- | ---------- | ---------- | ------------------------- | ------- | --------- | --------- | ---------- |
| 1969 | 16.150      | 3.500.000   | 0,5         | 36         |            | 36         | 448                       |         | 43        | 48        | 13         |
| 1980 | 28.938      | 3.768.000   | 0,8         | 42         | 3          | 39         | 689                       | 1       | 43        | 48        |            |
| 1990 | 52.909      | 7.575.000   | 0,7         | 38         | 9          | 29         | 1.392                     | 1       | 33        | 40        | 20         |
| 1999 | 66.370      | 7.420.250   | 0,9         | 47         | 23         | 24         | 1.412                     |         | 27        | 58        | 18         |
| 2000 | 68.418      | 7.422.298   | 0,9         | 45         | 24         | 21         | 1.520                     |         | 23        | 57        | 19         |
| 2001 | 70.236      | 7.798.021   | 0,9         | 45         | 25         | 20         | 1.560                     |         | 22        | 42        | 19         |
| 2002 | 72.054      | 9.062.590   | 0,8         | 47         | 24         | 23         | 1.533                     |         | 24        | 56        | 20         |
| 2003 | 73.000      | 9.153.000   | 0,8         | 46         | 22         | 24         | 1.586                     |         | 25        | 55        | 21         |
| 2004 | 73.000      | 9.153.000   | 0,8         | 46         | 22         | 24         | 1.586                     |         | 25        | 55        | 21         |
| 2013 | 106.247     | 9.061.000   | 1,2         | 50         | 29         | 21         | 2.124                     |         | 24        | 61        | 22         |
| 2016 | 109.009     | 9.420.000   | 1,2         | 52         | 30         | 22         | 2.096                     |         | 24        | 60        | 25         |
| 2019 | 123.030     | 9.758.000   | 1,3         | 55         | 31         | 24         | 2.236                     |         | 26        | 60        | 29         |
| 2021 | 124.566     | 9.958.200   | 1,3         | 58         | 30         | 28         | 2.147                     |         | 29        | 88        | 29         |